# تیراندازی با کمان در المپیک تابستانی ۲۰۰۴
تیراندازی در بازی‌های المپیک تابستانی ۲۰۰۴ نام رویداد ورزش تیراندازی در بازی‌های المپیک تابستانی بود که در سال ۲۰۰۴ برگزار شد.

## جدول مدال‌ها
کره جنوبی همچنان سلطه بر این ورزش را ادامه داد که توانست سه مدال طلا و یک مدال نقره کسب کند.
| رتبه | کشور                 | طلا | نقره | برنز | مجموع |
| ۱    | کره جنوبی (KOR)      | ۳   | ۱    | ۰    | ۴     |
| ۲    | ایتالیا (ITA)        | ۱   | ۰    | ۰    | ۱     |
| ۳    | چین تایپه (TPE)      | ۰   | ۱    | ۱    | ۲     |
| ۴    | چین (CHN)            | ۰   | ۱    | ۰    | ۱     |
| ۴    | ژاپن (JPN)           | ۰   | ۱    | ۰    | ۱     |
| ۶    | استرالیا (AUS)       | ۰   | ۰    | ۱    | ۱     |
| ۶    | بریتانیای کبیر (GBR) | ۰   | ۰    | ۱    | ۱     |
| ۶    | اوکراین (UKR)        | ۰   | ۰    | ۱    | ۱     |

## کشورهای شرکت‌کننده
چهل و شش کشور ورزشکاران خود را برای رقابت با یک دیگر به این رقابت‌ها فرستادند. در پایین این کشورها فهرست شده‌اند. در پرانتز تعداد ورزشکارانی که از آن کشور در مسابقات بودند نوشته شده‌است.
- استرالیا (۶)
- بلاروس (۲)
- بوتان (۲)
- بلغارستان (۱)
- کانادا (۲)
- چین (۵)
- چین تایپه (۶)
- کوبا (۱)
- دانمارک (۱)
- مصر (۴)
- السالوادور (۱)
- فیجی (۱)
- فنلاند (۱)
- فرانسه (۶)
- گرجستان (۲)
- آلمان (۴)
- بریتانیای کبیر (۴)
- یونان (۶)
- هند (۶)
- اندونزی (۲)
- ایتالیا (۴)
- ژاپن (۶)
- قزاقستان (۳)
- کره جنوبی (۶)
- لائوس (۱)
- لوکزامبورگ (۱)
- مالزی (۱)
- موریس (۱)
- مکزیک (۳)
- میانمار (۱)
- هلند (۳)
- نیوزیلند (۱)
- فیلیپین (۱)
- لهستان (۴)
- روسیه (۵)
- آفریقای جنوبی (۱)
- اسپانیا (۲)
- سوئد (۳)
- تاجیکستان (۱)
- تونگا (۱)
- ترکیه (۴)
- اوکراین (۶)
- ایالات متحده آمریکا (۶)